# غواصة نووية

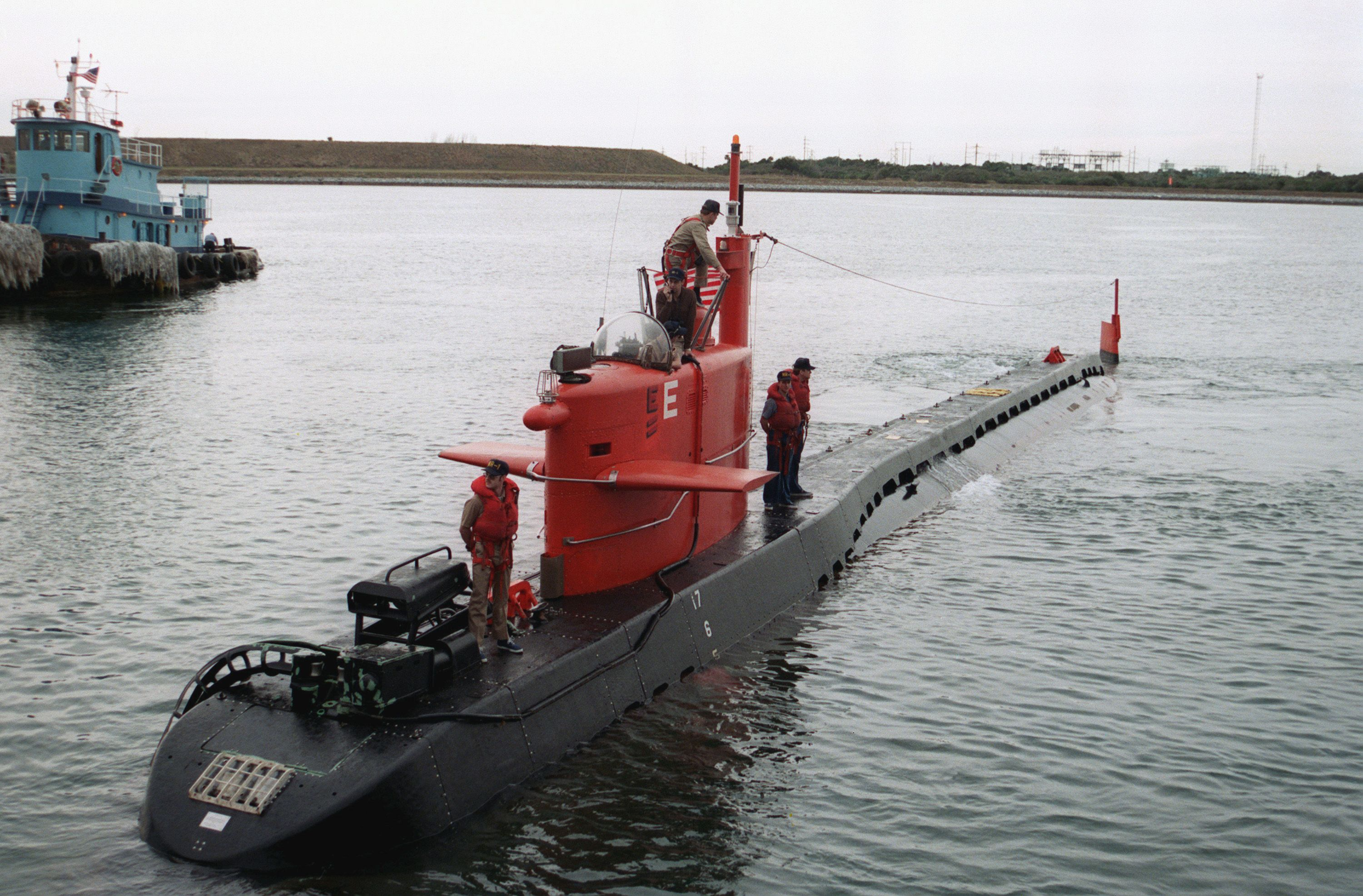
NR-1 وهي أصغر غواصة تعمل بالطاقة النووية تابعة للبحرية الأمريكية، صورة التقطت عام 1986

الغواصة النووية نوع من الغواصات تعمل بالطاقة النووية يزودها به مفاعل نووي داخلي. يعطي محرك الطاقة النووية للغواصة العديد من المزايا. فعند مقارنة هذا النوع بالغواصات العاملة بالديزل، نجد أن العاملة بمفاعل نووي منها لا تحتاج إلى الهواء الذي تحتاجه ذوات محرك الديزل لتكوين الاحتراق الداخلي لتوليد طاقة الحركة الضرورية للمسيرة تحت الماء؛ علاوة على بقاء الغواصة لمدد طويلة في رحلات بعيدة من دون الحاجة للزود بالوقود، فالوقود النووي هو كمية صغيرة بمقارنتها بكميات هائلة من زيت الديزل، مما يضطرها للرسو بين الحين والآخر لتعبئة الديزل. وعلى الرغم من أن الغواصة النووية تستطيع البقاء في المحيطات فترات طويلة، إلا أن العامل البشري يحدد بقائها في البحر، فلا بد بين حين وآخر من تعبئة تموين جديد وطازج لإطعام طاقم الغواصة.
وكما أن هذه الغواصات تتمتع بمواصفات وقدرات عالية فإن التكلفة الإنتاجية لها مرتفعة ، كذلك تحتاج إلى عاملين مختصين في مسائل التشغيل النووي، والتصرف الصحيح في حالات الخطر والوقاية من الإشعاع.
أنتجت الولايات المتحدة الأمريكية أول غواصة نووية عام 1954 م وعرفت باسم يو أس أس نوتيلوس وقد بلغ حجمها 103.3 مترا طولا و 8.6 أمتار عرضا وتستطيع الغوص لعمق 229.3 متر. عام 1958م كانت الغواصة نوتيلوس أول غواصة تصل إلى القطب الشمالي وقد تم من خلالها اكتشاف ممر بحري شمالي غربي.
وبلغت كلفة الغواصة حوالي الـ 55 مليون دولار.
وفي الجانب السوفيتي تم إدخال أول غواصة نووية للخدمة عام 1958 م. يكمن خطر الغواصة النووية إذا حدث تسرّب إشعاعي أو إذا تعطل جهاز تبريد المفاعل ولم يتم تغييره بسرعة، فإنه يؤدي إلى انصهار وقود المفاعل من الحرارة الزائدة التي قد تتعدى 1000 درجة مئوية، وتشكّل خطرا كبيرا على سلامة البحارة وعلى الغواصة نفسها.
الغواصات النووية الحديثة لا تحتاج لإعادة تزويدها بالوقود النووي طوال فترة عمرها المُقدّر بنحو 25 سنة. بعكس ذلك فإن شحن البطاريات على فترات قصيرة يجعل الغواصات العاملة بالديزل قادرة على البقاء في الماء مدة عدة أيام فقط، بل أيضا تستطيع السير بسرعات عالية لفترات وجيزة فقط. ولكن قامت ألمانيا بتصميم وإنتاج غواصة غير نووية تعمل بمحرك لا يحتاج إلى الهواء، فبدلاً من محرك الديزل صنعت ألمانيا غواصة تعمل بخلايا الوقود.

## دول تمتلك غواصات نووية

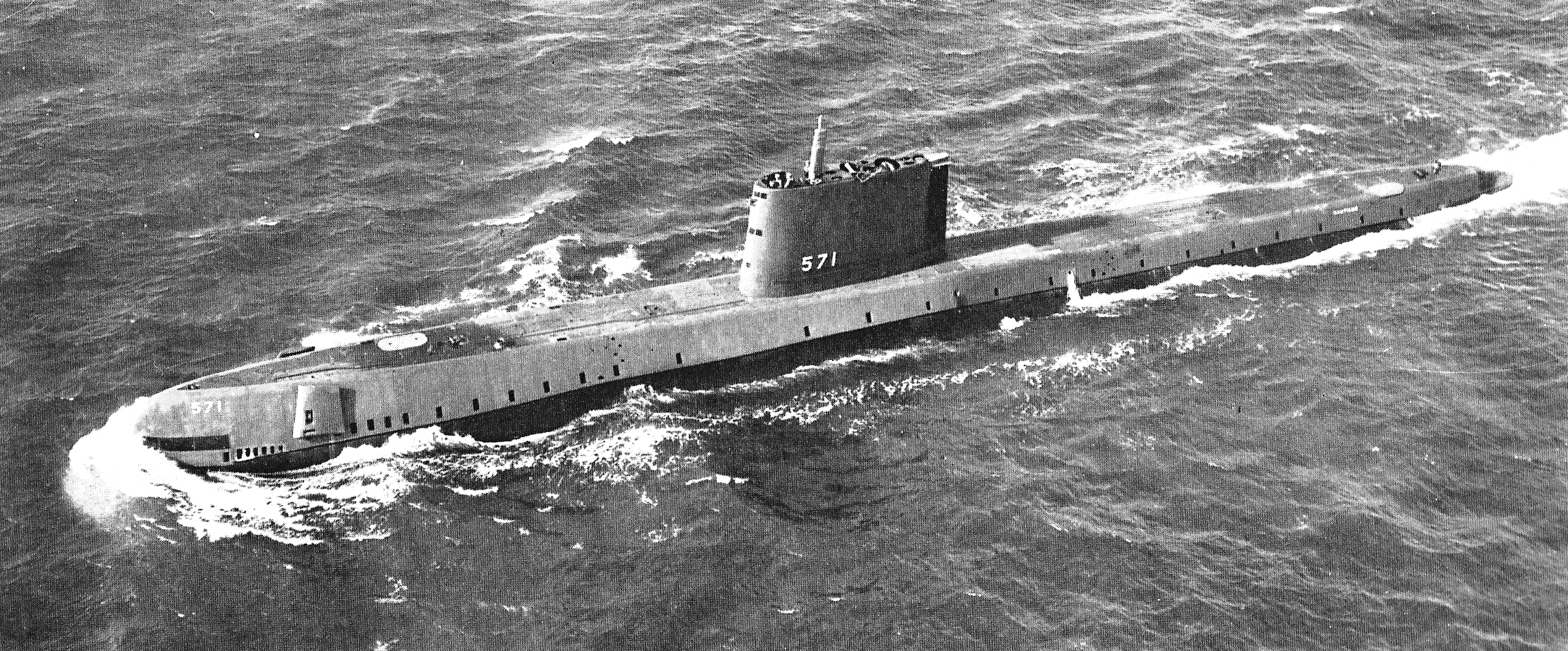
أول غواصة نووية ، الأمريكية "ناوتيلوس".

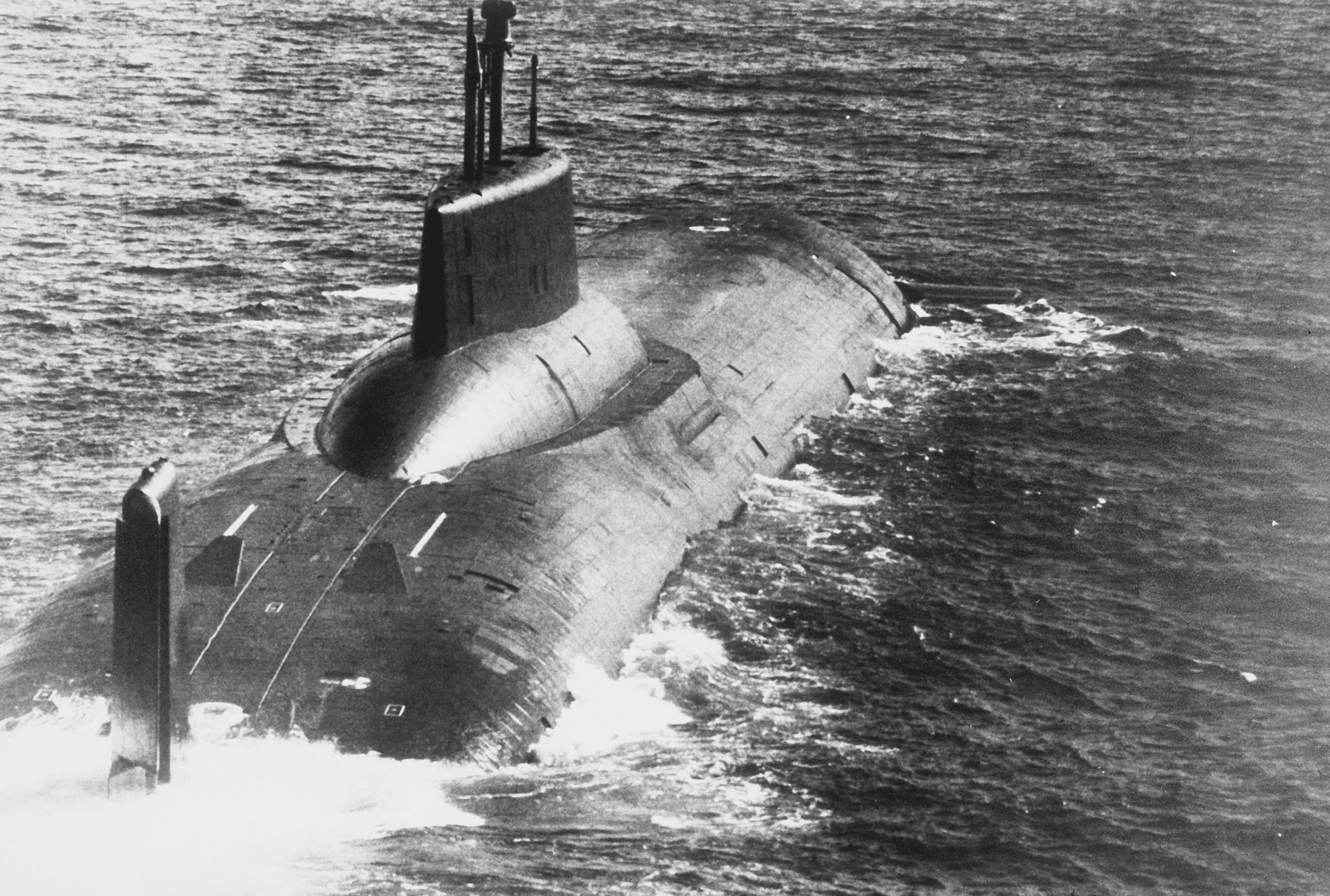
أكبر غواصة نووية: الغواصة النووية الروسية «أكولا تايفون» [مشروع 941].

كانت أول غواصة تعمل بالطاقة النووية هي الغواصة الأمريكية «نوتيلوس» USS Nautilus (SSN571 وقد دشنت في 30 سبتمبر 1954).
. وتمتلك حاليا ستة دول غواصات نووية؛ وهي الولايات المتحدة الأمريكية وروسيا وفرنسا والمملكة المتحدة والصين الشعبية والهند.
من بين حوادث الإصابة بإشعاع حدثت في غواصات نووية روسية. حوادث حصل فيها فساد في قلب المفاعل النووي وتسرب إشعاعات من غواصات نووية تجدها في المرجعين:

## التصنيف
خلال السنوات التالية أصبحت أنواع الغواصات تصنف في 3 أصناف. هذا التصنيف يعرف في الولايات المتحدة والناتو (NATO).
النوع الأول:
Ship Submersible Nuclear SSN (بالعربية: „سفينة نووية تغطس، هجومية ومطاردة.
وظيفتها الأساسية تفقّد الغواصات المعادية والقيام بعمليات بالقرب من سواحل معادية، والاستطلاع أو تنزيل قوات خاصة على أرض الأعداء، معتمدة على سير هادىء غير مسموع تحت الماء.
والنوع الثاني: Ship Submersible Ballistic Nuclear SSBN(بالعربية: سفينة ذات محرك نووي قابلة للغطس وتحمل صواريخ بالستية مثل صواريخ توماهوك، ويمكنها تسديدها على أهداف. تلك الغواصات تبحر لمسافات طويلة في المحيطات بغرض الرد العنيف في حالة اعتداء مبكر من الأعداء، وهي تكون في مأمن من العدو مختفية تحت سطح البحر . بهذا يمكنها القيام بالردع وإطلاق الضربة الثانية.
والنوع الثالث:
Ship Submersible Guided Missile Nuclear SSGN (بالعربية: سفينة نووية يمكنها الغطس وتحمل كروس ميسايل للحرب في البحر . ومن مهامها الهجوم التكتيكي على حاملات طائرات العدو ومواقعه البرية .

## تقنيتها

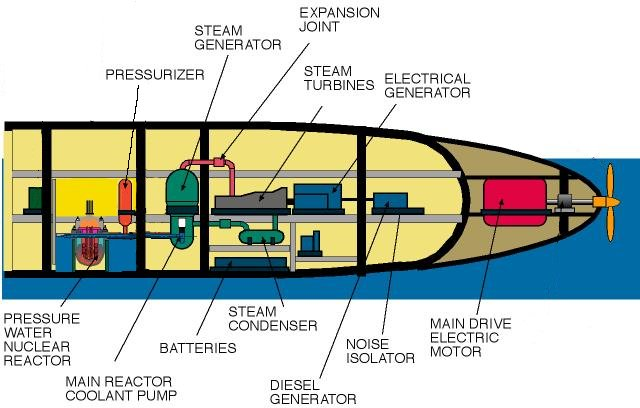
رسم توضيحي لغواصة تعمل بمفاعل نووي ومحرك كهربائي مروحي. (لمعرفة الأجزاء أنظر مفاعل الماء المضغوط).

لا يوجد فرق كبير بين الغواصة المعتادة والغواصة النووية. وقد أثبتت الغواصة الفرنسية من تصنيف Rubis أن المفاعل لا يلزمه تكبير ضخم لجسم الغواصة؛ فطولها يصل 73 متر ولا يزيد طولها عن أطوال الغواصات التي تعمل بالديزل، من تصنيف Kilo. ولكن هذا حالة خاصة إذ أن حوائط حجب الإشعاع حول المفاعل النووي تشكّل وزنا إضافيا للغواصة، وهذا هو السبب في أن تكون الغواصة النووية بطول نحو 100 متر.
الغواصة النووية تحمل مفاعل نووي مثلما تعمل محطة قوى نووية تعمل على البر، إلا أن المفاعل النووي عليها يكون أصغر حيث يكتفي بقطر عرضي للغواصة أقل من 10 متر.
يقوم المفاعل النووي بتسخين الدورة الرئيسة. وهي تعطي حرارتها عن طريق مبادل حراري إلى دورة الماء النقي الثانية، فيكون ماء الدورة الثانية خاليا من الشوائب المشعة. وينتج من الماء الساخن المضغوط بخارا عال الضغط الذي يقوم بتدوير توربين. ويقوم مولد كهربائي متصل محوريا مع التوربين بتوليد الكهرباء لتغذية أجهزة الغواصة ولشحن البطاريات الضخمة؛ وتعمل البطاريات على تسيير الغواصة عن توقف المفاعل النووي. سفينة. يقوم محرك كهربائي بتدوير مراوح الغواصة للحركة.
الأنواع الحالية من الغواصات النووية يعمل معظمها بمفاعل الماء المضغوط. فالغواصات الأمريكية من تصنيف «سيوولف» والغواصات الروسية من تصنيف ألفا فقد قامت باختبارات يمفاعلات المعدن المنصهر. فبينما قام الأمريكيون بتجريب الصوديوم السائل في المفاعل إلا أنهم تخلّوا عن ذلك نظراً لخطورة الصوديوم عند تلامسه مع الماء، واستبدلوا المفاعل بمفاعل الماء المضغوط. وقام الاتحاد السوفييتي آنذاك بتجريب المفاعل باستخدام خلطة الرصاص مع البزموت كسائل لتبريد المفاعل النووي، وعملت الستة غواصات روسية بها نحو 10 سنوات.
بينما تعمل الغواصات في العالم الغربي بمفاعل نووي واحد فإن الغواصات الروسية كانت ولا تزال تعمل معظم كل منها بمفاعلين نوويين. بعض الغواصات الروسية تحركه مروحتان، كل مروحة تمونها مفاعل نووي يقوم على تحريكها. كما يمكن أن يكون المفاعل الثاني الموجود على غواصة روسية بغرض أن يكون احتياطيا في حالة تعطل أحد المفاعلين. المفاعلات النووية التي تقوم بتشغيل غواصة تصل قدرتها الخالية نحو 150 ميجاواط (150 مليون واط).

## مزايا ومساوىء الغواصة النووية

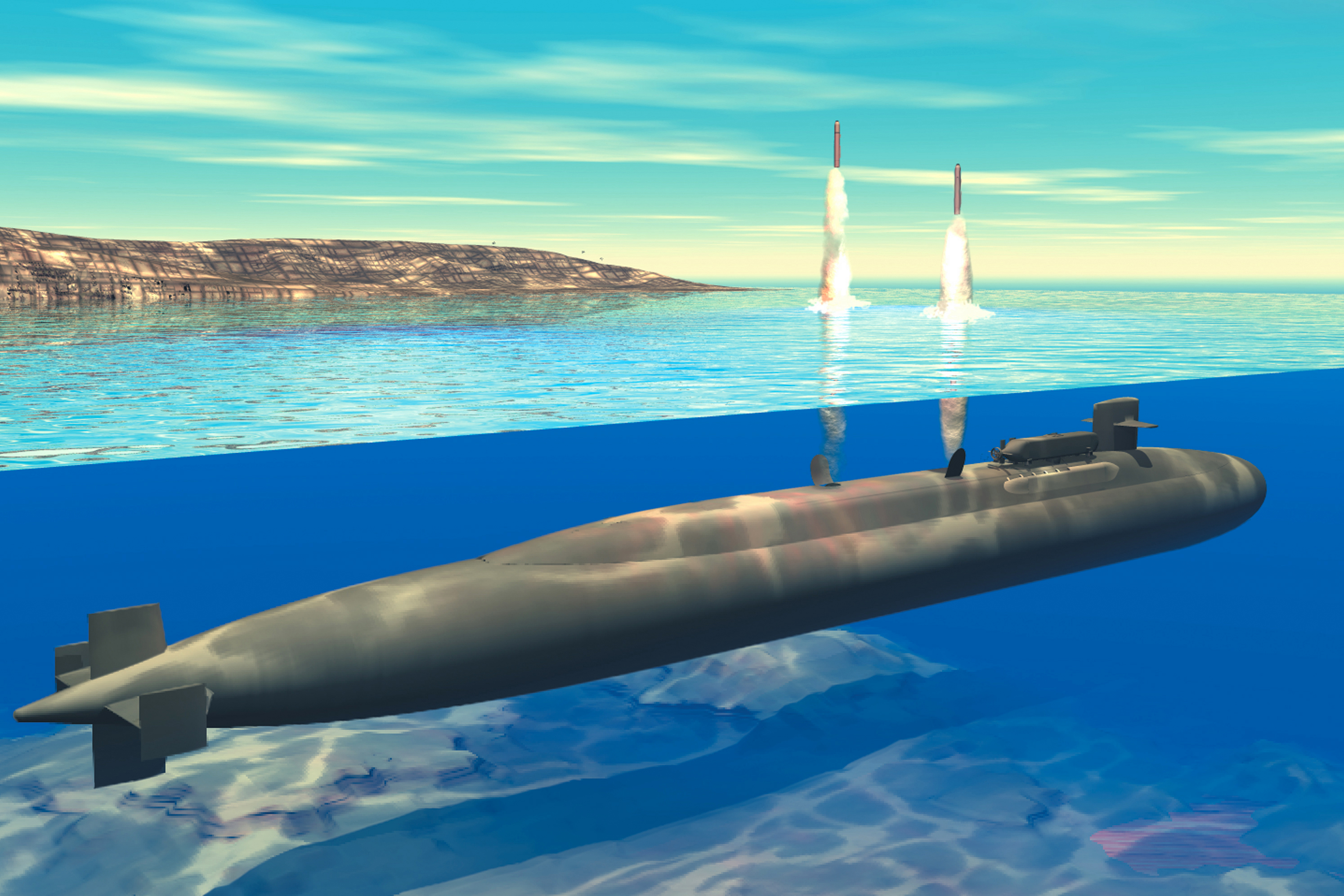
رسم لأحد الفنانين يوضح طريقة إطلاق صاروخين من نوع "توماهوك".

الغواصات العاملة بمحرك ديزل تحمل معها كمية وقود كبيرة. وبواسطة مولد كهربائي يشغله محرك ديزل تشحن المركمات الكهربائية بالكهرباء، وهذه المركمات تقوم بتحريك الغواصة أثناء الغوص كما تمد أجهزة الغواصة بالتيار الكهربائي. ولكي يمكن إعادة شحن المركمات بالكهرباء لا بد وأن تطفو الغواصة أو تمد أنبوب إلى أعلى الماء في الهواء حتى يمكن لمحرك الديزل العمل، فهو يحتاج إلى أكسجين الهواء للاحتراق الداخلي. في هذه الحالة من الممكن أن تـُكتشف الغواصة من أعداء. وخلاف ذلك فبعض الغواصات المصممة حديثا ولا تعمل بمفاعل نووي فهي تستخدم خلايا الوقود بدلاً من محرك الديزل وهي لا تحتاج إلى الهواء. أحد تلك الغواصات التي تعمل بخلايا الوقود هي من فئة Klasse 212 A وقامت ألمانيا بتصميمها وبنائها. ولكن هذ النوع أيضا يحتاج إلى تموين جديد بالوقود بعد فترة قصيرة من التشغيل.
أما الغواصة العاملة بمفاعل نووي فهي تستخدم وقوداً نوويا كميته صغيرة تكفي الغواصة عدة سنوات في البحر . وتوجد على متن الغواصة النووية أجهزة لإعادة تدوير وتنظيف الهواء الذي يتنفس به البحارة، بذلك يمكن للغواصة النووية البقاء في أعماق البحار لفترة طويلة. بذلك تصبح فترة بقاء الغواصة النووية محددة بعامل الإنسان الذي يحتاج إلى غذاء، فلا بد من حين لآخر من الرسو وتلقي تموين الغذاء للبحارة من أحد الموانىء.
علاوة على ذلك لا تحتاج الغواصة النووية إلى اّدخار حاسم في الطاقة؛ فهي تستطيع دائما الحركة بسرعات كبيرة لفترات طويلة.

## نظام استخدامها

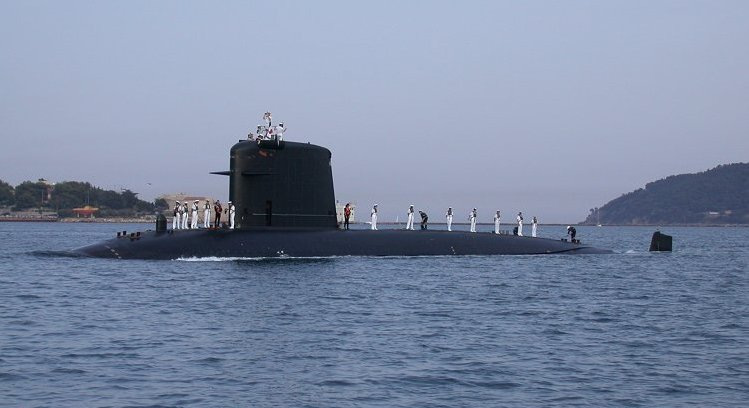
أصغر غواصة نووية فرنسية ، الغواصة "سفير" Saphir (S602) من تصنيف روبيس تتبع القوات البحرية الفرنسية؛ في الصورة بالقرب من طولون.

تعمل الغواصات النووية بصفة أساسية في عرض البحار والمحيطات بعيد عن الشواطىء، حيث أنها لا تحتاج لإعادة التموين كل فترة قصيرة. وفي عرض المحيطات تستطيع الحركة بسرعات كبيرة لفترات طويلة تحت سطح البحر بالمقارنة بسيرها البطيء في المياه قليلة العمق بالقرب من الشواطىء.
من مهام الغواصات النووية من نوع SSN حماية السفن الكبيرة مثل حاملات الطائرات أو حماية السفن الهجومية البرمائية (أمفيبية)، وكذلك تقوم بالهجوم على غواصات العدو وسفنه، والتجسس عليها وتجمع معلومات عن اختبارات تلك السفن وما عليها من أسلحة.
نوع الغواصات النووية ذات التصنيف
SSBN
فهي تقوم بدوريات في مناطق نائية قريبا من العدو بحيث تستطيع الرد الفعال في حالة حرب نووية وتبقى مختفية فترات طويلة، بهذا تستطيع الرد بإطلاق صواريخها العابرة للقارات. من مهام هذا النوع من الغوصات النووية هو تتبع قوافل السفن المعادية والهجوم عليها؛ وعلاوة على ذلك فهي تبقى بعيداً عن شواطىء العدو وتنتظر إلى حين أن يلزم أن تطلق كروز ميسايل على أهداف للعدو على الأرض.
خلال هجوم البحرية الأمريكية في حرب العراق الثانية والثالثة استخدمت الغواصات النووية الأمريكية لشن هجمات كبيرة بواسطة كروز مسايل لضرب مواقع في العراق. حالة واحدة فقط حدثت أن أغرقت غواصة نووية من نوع SSBN سفينة معادية؛ في حرب المملكة المتحدة ضد الأرجنتين. فقد قامت الغواصة النووية HMS Conqueror (S48) التابعة للبحرية البريطانية بإغراق السفينة الحربية الأرجنتينية General Belgrano ؛ حتى ذلك الحين فلم تستغل SSBN إلا في مناورات بحرية.

## وصلات خارجية
- الدفع النووي – اتحاد العلماء الأمريكيين (بالإنجليزية)
- بوخالوف – تصميم غواصة تعمل بالطاقة النووية (بالإنجليزية)
- غواصات هجومية وغواصات نووية بصواريخ بالستية: الغواصات في الحرب الباردة - معرض عبر الإنترنت من المتحف الوطني للتاريخ الأمريكي مؤسسة سميثسونيان (بالإنجليزية)
- موقع يدرج جميع الغواصات المفقودة والمدمرة والغواصين الأمريكيين الذين قتلوا (بالإنجليزية)